# Synagoga Tempel (Přemyšl)
Synagoga Tempel v Přemyšlu (polsky Synagoga Tempel w Przemyślu) je zaniklá synagoga, která se nacházela v centru polského města Přemyšl, v bývalé židovské čtvrti, na rohu ulice Jagiellońské 45 a ulice Serbańské. Jejím projektantem byl Juliusz Reiniger. Byla jedinou přemyšlskou synagogou, ve které obřady probíhaly v polštině a bohoslužby byly pořádány při příležitosti polských státních svátků. Byla centrem asimilované židovské inteligence.

## Historie
Synagoga byla postavena v letech 1886–1890, z iniciativy pokrokových Židů shromážděných v tzv. Modlitební společnosti Svazu Izraele. Během německé okupace, za druhé světové války, ji nacisté vypálili. Následně, v 50. letech 20. století, sdílela podobný osud jako další přemyšlská židovská modlitebna, Stará synagoga: rozhodnutím tehdejšího vedení městského úřadu byly pozůstatky obou synagog zlikvidovány.

## Popis a vybavení
Synagoga měla čtvercový půdorys, byla z červených cihel a nebyla omítnuta. Postavena byla ve stylu rakouských a západoevropských synagog. K hlavnímu vchodu vedlo široké schodiště. Na přední fasádě synagogy byly umístěny 2 desky s Mojžíšovým desaterem. Interiér byl velmi bohatě vyzdoben, u východní zdi byl Aron Ha-kodeš, po jeho stranách byly desky Desatera. Po obou stranách hlavní lodě byly galerie pro ženy. Synagoga měla kvalitní varhany.

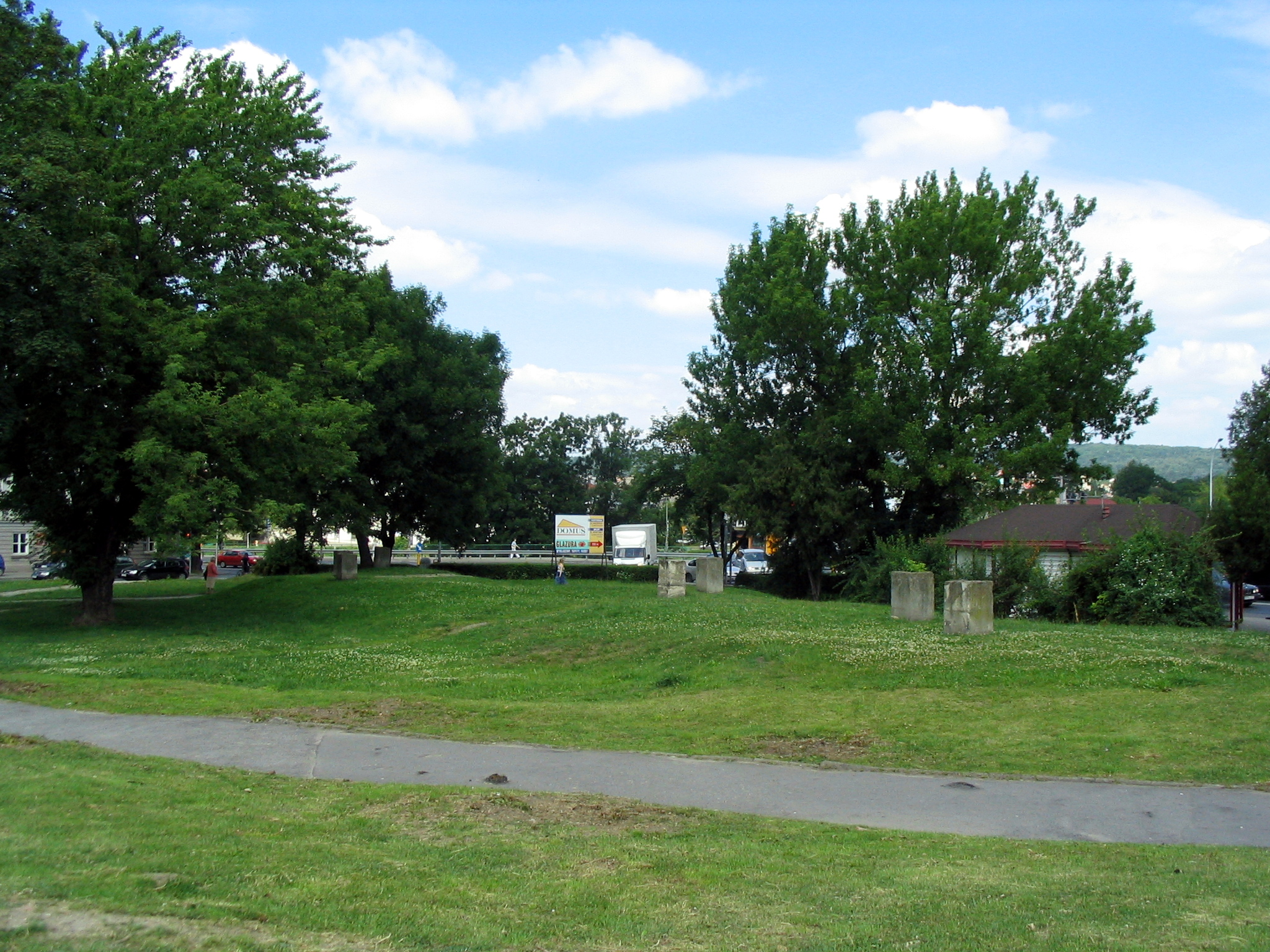
Místo, kde se synagoga Tempel nacházela